# Yanshan (Wenshan)

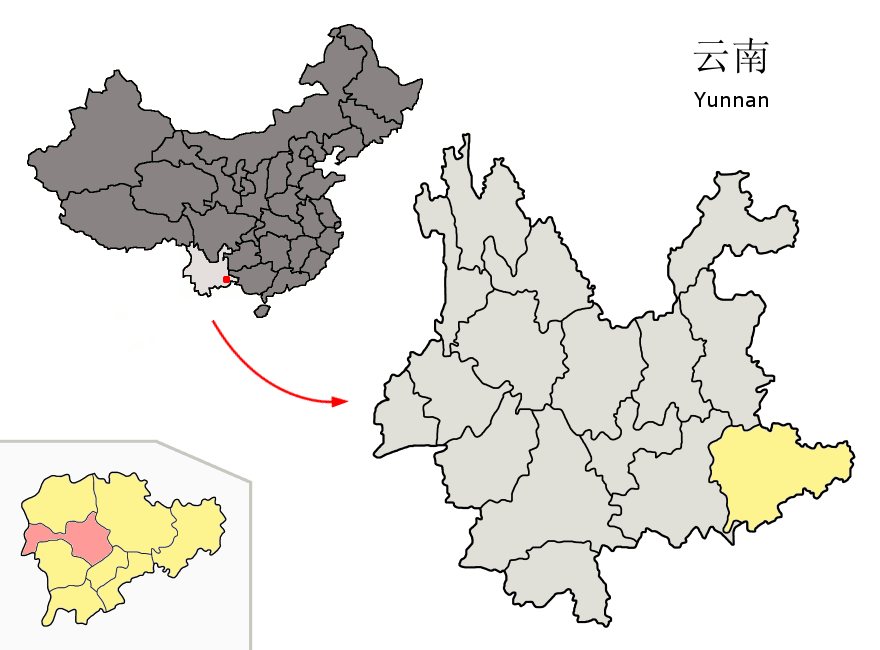
Lage des Kreises Yanshan (rosa) in der bezirksfreien Stadt Wenshan (gelb)

Der Kreis Yanshan (chinesisch 砚山县, Pinyin Yànshān Xiàn) ist ein Kreis des Autonomen Bezirks Wenshan der Zhuang und Miao im Südosten der chinesischen Provinz Yunnan. Sein Hauptort ist die Großgemeinde Jiangna (江那镇). Der Kreis Yanshan hat eine Fläche von 3.859 km² und zählt 476.587 Einwohner (Stand: Zensus 2020).

## Administrative Gliederung
Auf Gemeindeebene setzt sich der Kreis aus vier Großgemeinden und sieben Gemeinden (davon vier Nationalitätengemeinden) zusammen. Diese sind:
- Großgemeinde Jiangna (江那镇)
- Großgemeinde Pingyuan (平远镇)
- Großgemeinde Jiayi (稼依镇)
- Großgemeinde Ameng (阿猛镇)

- Gemeinde Ashe der Yi (阿舍彝族乡)
- Gemeinde Weimo der Yi (维末彝族乡)
- Gemeinde Panlong der Yi (盘龙彝族乡)
- Gemeinde Baga (八嘎乡)
- Gemeinde Zhela (者腊乡)
- Gemeinde Bang'e (蚌峨乡)
- Gemeinde Ganhe der Yi (干河彝族乡)